# العلاقات الكازاخستانية الليبية
العلاقات الكازاخستانية الليبية هي العلاقات الثنائية التي تجمع بين كازاخستان وليبيا.

## مقارنة بين البلدين
هذه مقارنة عامة ومرجعية للدولتين:
| وجه المقارنة                                              | كازاخستان                      | ليبيا                                       |
| --------------------------------------------------------- | ------------------------------ | ------------------------------------------- |
| المساحة (كم2)                                             | 2.72 مليون                     | 1.76 مليون                                  |
| عدد السكان (نسمة)                                         | 17.95 مليون                    | 6.37 مليون                                  |
| الكثافة السكانية (ن./كم²)                                 | 6.6                            | 3.62                                        |
| العاصمة                                                   | نور سلطان                      | طرابلس                                      |
| اللغة الرسمية                                             | اللغة القازاقية، اللغة الروسية | اللغة العربية، اللغة العربية الفصحى الحديثة |
| العملة                                                    | تينغ كازاخستاني                | دينار ليبي                                  |
| الناتج المحلي الإجمالي (بليون دولار)                      | 159.41 مليار                   | 50.98 مليار                                 |
| الناتج المحلي الإجمالي (تعادل القوة الشرائية) بليون دولار | 439.39 مليار                   | 69.32 مليار                                 |
| الناتج المحلي الإجمالي الاسمي للفرد دولار أمريكي          | 10.51 ألف                      |                                             |
| الناتج المحلي الإجمالي للفرد دولار أمريكي                 | 24.23 ألف                      | 15.60 ألف                                   |
| مؤشر التنمية البشرية                                      | 0.788                          | 0.724                                       |
| رمز المكالمات الدولي                                      | +7                             | +218                                        |
| رمز الإنترنت                                              | .kz، .қаз ‏                     | .ly                                         |
| المنطقة الزمنية                                           | ت ع م+05:00، ت ع م+06:00       | ت ع م+02:00، توقيت شرق أوروبا               |

## منظمات دولية مشتركة
يشترك البلدان في عضوية مجموعة من المنظمات الدولية، منها:
| علم المنظمة | اسم المنظمة                        | تاريخ انضمام كازاخستان | تاريخ انضمام ليبيا |
| ----------- | ---------------------------------- | ---------------------- | ------------------ |
|             | منظمة التعاون الإسلامي             | ?                      | ?                  |
|             | الاتحاد البريدي العالمي            | ?                      | ?                  |
|             | يونسكو                             | 22 مايو 1992           | 27 يونيو 1953      |
|             | البنك الدولي للإنشاء والتعمير      | 23 يوليو 1992          | 17 سبتمبر 1958     |
|             | وكالة ضمان الاستثمار متعدد الأطراف | 12 أغسطس 1993          | 5 أبريل 1993       |
|             | الاتحاد الدولي للاتصالات           | 23 فبراير 1993         | 3 فبراير 1953      |
|             | منظمة الشرطة الجنائية الدولية      | ?                      | ?                  |
|             | مؤسسة التمويل الدولية              | 30 سبتمبر 1993         | 18 سبتمبر 1958     |
|             | الأمم المتحدة                      | 2 مارس 1992            | 14 ديسمبر 1955     |
|             | مؤسسة التنمية الدولية              | 23 يوليو 1992          | 1 أغسطس 1961       |
|             | منظمة حظر الأسلحة الكيميائية       | ?                      | ?                  |

## وصلات خارجية
- موقع وزارة الخارجية الكازاخستانية
- موقع وزارة الخارجية الليبية